# Iglesia de Gamle Aker
La iglesia de Gamle Aker es el edificio más antiguo de la ciudad de Oslo, Noruega. Es un templo románico del siglo XI.
La iglesia toma su nombre de la finca de Aker, una de las más antiguas de Oslo. Es nombrada por primera vez en el año de 1080, cuando era la iglesia de toda la región de Vingulmark. Probablemente fue construida por el rey Olaf III de Noruega, aunque algunas fuentes sugieren que la construcción podría remontarse a la primera mitad del siglo XII.
Se trata de una basílica románica con coro, capilla lateral, ábside sin transepto. Su material de construcción es piedra caliza procedente de una antigua cantera donde ahora se sitúa el cementerio del Salvador, así como de las islas del fiordo de Oslo. Entre 1186 y la reforma protestante fue administrada por la comunidad de monjas del monasterio de Nonneseter. Desde 1587 pasó a ser propiedad del Castillo de Akershus y entre 1723 y 1849 estuvo en manos privadas. Fue transferida al municipio de Aker en 1849 y al municipio de Cristianía en 1852.
Sufrió daños por varios incendios. Desde el siniestro de 1703 la torre y todo el inventario se deterioraron. A consecuencia de su ruina, se decidió demolerla, pero la intervención del municipio lo evitó. La restauración del exterior, que incluyó una nueva torre, se otorgó a los arquitectos alemanes Heinrich Ernst Schirmer y Wilhelm von Hanno en 1861. La restauración del interior no se realizó sino hasta el siglo XX, entre 1950 y 1955.
En el emplazamiento de la iglesia hubo una mina de plata, que permaneció activa desde el inicio de la era vikinga. Esta mina es mencionada en Historia Norwegiæ en 1170 y es quizás la causa de que existan leyendas sobre tesoros y acontecimientos fantásticos en el sitio.
El cementerio de la iglesia se ha utilizado desde épocas medievales, y sus últimas ampliaciones se llevaron a a cabo en 1918 y 1929. Actualmente sólo pueden ser enterradas aquí personas que pertenezcan a la parroquia. Entre las personas relevantes sepultadas se encuentran:
- Enevold de Falsen (1755-1808). Jurista, funcionario y escritor.
- Hans Nielsen Hauge (1771-1824). Religioso y predicador luterano, fundador del haugianismo.
- Christopher Hansteen (1784-1873). Astrónomo.

Durante la Segunda Guerra Mundial, el sarcófago de la reina Maud fue resguardado secretamente en la iglesia de Gamle Aker.

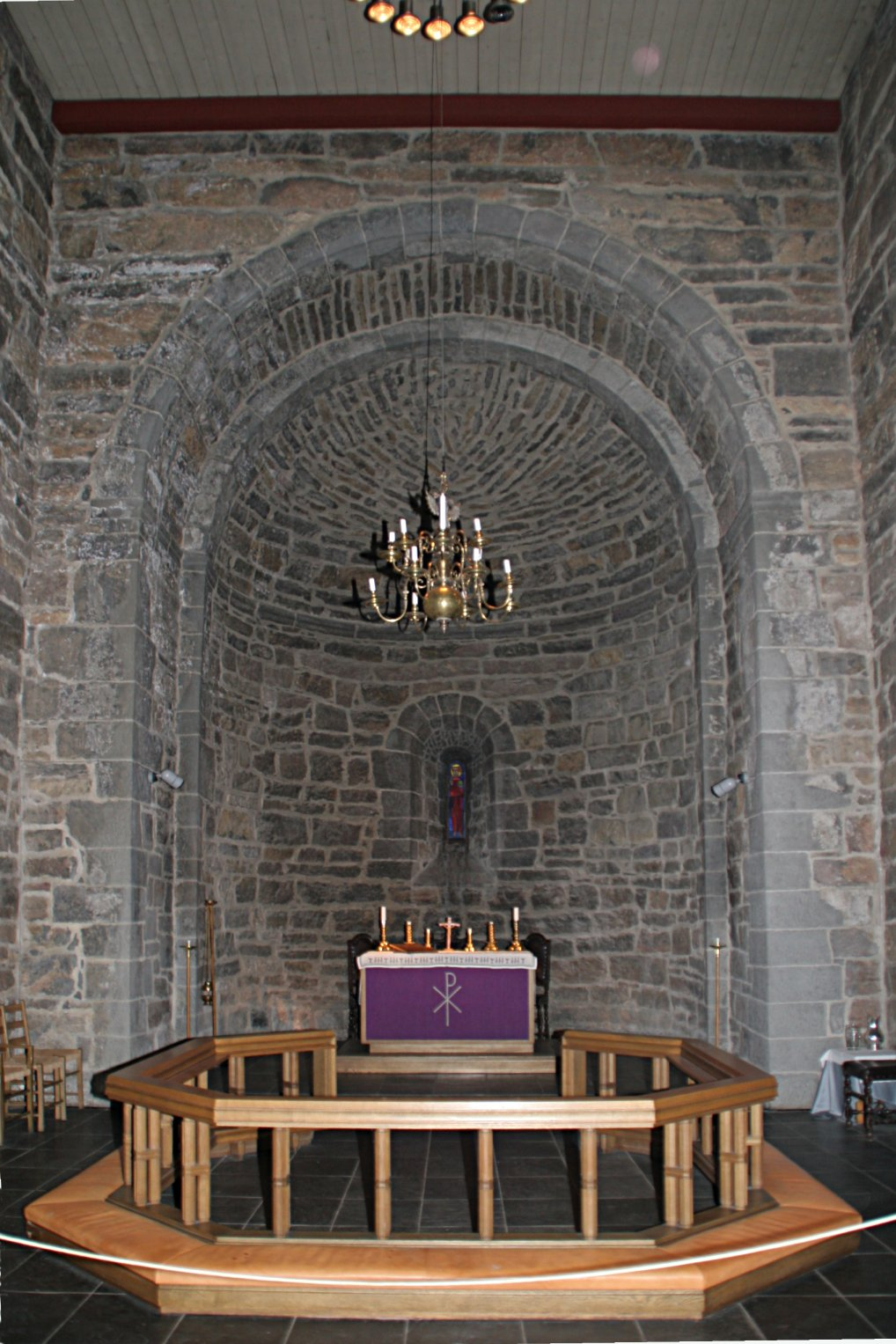
Ábside de la iglesia.
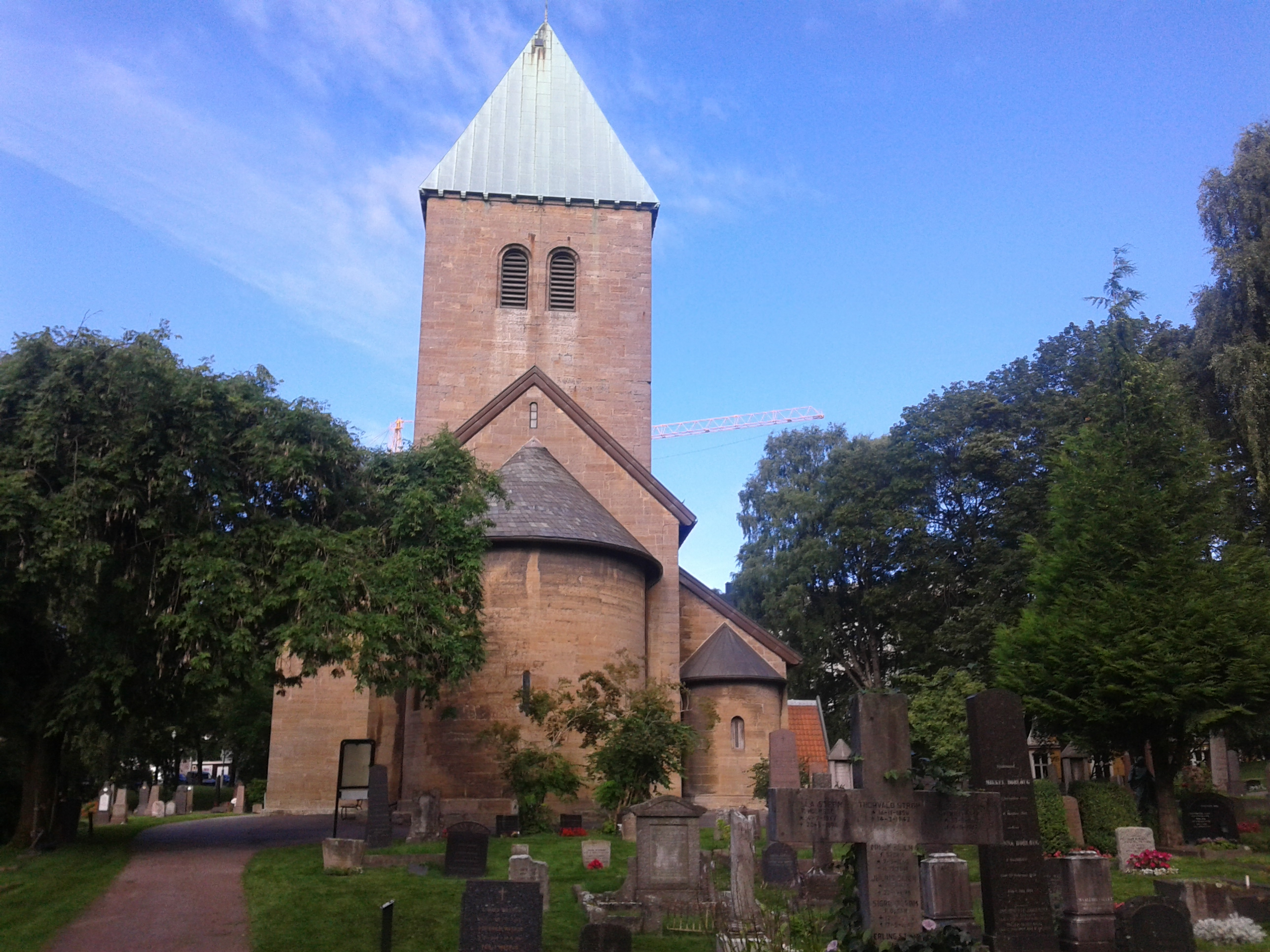
Ábsides y cementerio
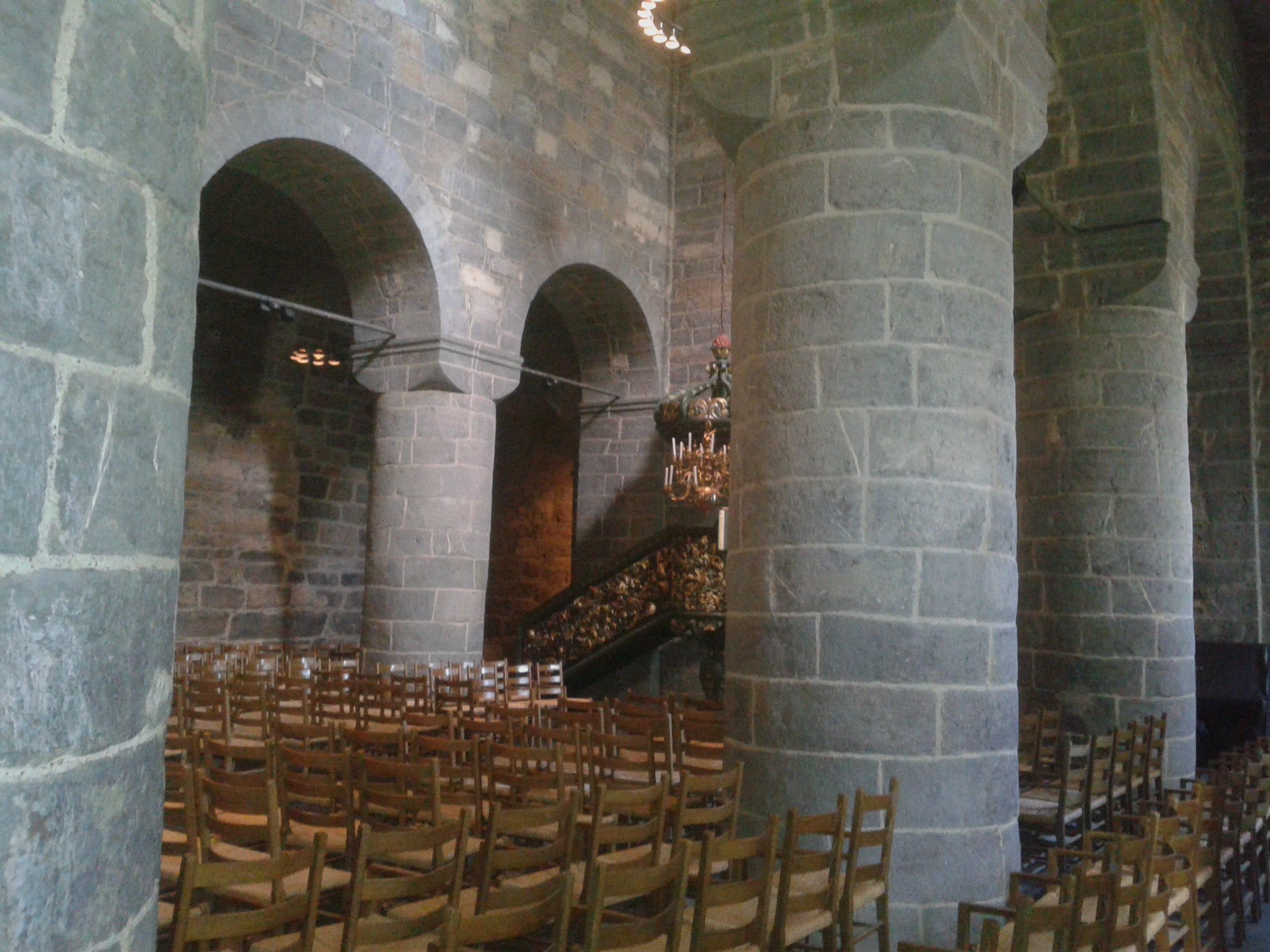
El interior